# Jungiella bohemica
Jungiella bohemica är en tvåvingeart som beskrevs av Jezek 1979. Jungiella bohemica ingår i släktet Jungiella och familjen fjärilsmyggor. Inga underarter finns listade i Catalogue of Life.